# Bachia bresslaui
Bachia bresslaui (бахія Бресслау) — вид ящірок родини гімнофтальмових (Gymnophthalmidae). Мешкає в Південній Америці. Вид названий на честь німецького зоолога Ернста Бресслау.

## Поширення і екологія
Бахії Бресслау мешкають на півдні центральної Бразилії, в штатах Сан-Паулу, Мату-Гросу, Мату-Гросу-ду-Сул і Баїя та у Федеральному окрузі, а також на північному сході Парагваю. Вони живуть в сухих саванах серрадо.

## Збереження
МСОП класифікує цей вид як вразливий. Bachia bresslaui загрожує знищення природного середовища.